# John Minor Wisdom
John Minor Wisdom (17 de maio de 1905 – 15 de maio de 1999), foi um membro do Partido Republicano em Louisiana e atuou como juiz do Quinto Circuito de Cortes de Apelação dos Estados Unidos durante as décadas de 1950 e 1960, quando o circuito teve destaque nacional ao realizar uma série de decisões que ajudaram no avanço das conquistas do Movimento dos direitos civis. Naquela época, o Quinto Circuito não tinha a sua composição de estados atual, que são Louisiana, Mississippi e Texas (que passou a sua jurisdição em 1 de outubro de 1981). A composição era com os dois primeiros estados anteriormente citados mais o Alabama, a Geórgia, a Flórida, e a Zona do Canal do Panamá.